# 雨桜村
雨桜村（あまさくらむら）は静岡県の西部、佐野郡・小笠郡に属していた村である。現在の掛川市中心部の北方、垂木川上流域にあたる。

## 地理
- 河川：垂木川

## 歴史
- 1889年（明治22年）4月1日 - 町村制の施行により家代村、遊家村、上垂木村が合併して佐野郡雨桜村が発足。
- 1896年（明治29年）4月1日 - 郡制の施行により所属郡が小笠郡に変更。
- 1932年（昭和7年）10月1日 - 垂木村と合併して桜木村が発足。同日雨桜村廃止。